# Always Remember Us This Way
Always Remember Us This Way is een single van de film A Star is Born. De single is ingezongen door de Amerikaanse zangeres Lady Gaga en werd uitgebracht als tweede single van het album A Star is Born, na Shallow. De single haalde de top 10 in onder meer België, Zwitserland, Zweden, Portugal en Hongarije. In Australië en Nieuw-Zeeland is de single bekroond met platinum.

## Achtergrond
De single werd geschreven door Lady Gaga, Natalie Hemby, Hillary Lindsey en Lori McKenna en werd geproduceerd door de zangeres zelf in samenwerking met Dave Cobb. De single stond in vele landen in de hitlijsten.

## NPO Radio 2 Top 2000
| Nummer met noteringen in de NPO Radio 2 Top 2000 | '19  | '20 | '21 | '22 | '23 | '24 |
| ------------------------------------------------ | ---- | --- | --- | --- | --- | --- |
| Always Remember Us This Way                      | 1430 | 184 | 190 | 200 | 229 | 224 |

1. ↑  Een vetgedrukt getal geeft de hoogste notering aan.
2. ↑  2019 was het eerste jaar met een notering voor dit nummer.